# Вертеба
Верте́ба — гіпсова печера в Україні на лівому березі річки Серет. Розміщена в Чортківському районі Тернопільської області за 2 км на північний захід від села Більче-Золоте. Геологічна й археологічна пам'ятка загальнодержавного значення.
Оголошена об'єктом природно-заповідного фонду розпорядженням РМ УРСР від 2 серпня 1971 № 61-р та Постановою КМ України від 12 жовтня 1992 № 584.
У печері Вертеба діє єдиний в Україні підземний музей трипільської культури.

## Назва
Назва печери походить від давньослов'янського «вертеп» — печера, яруга.

## Короткий опис
Належить до найбільших печер у Європі, довжина підземних ходів — 9021 м (за іншими даними — 8 550 м).
Середньорічна температура у печері 9—10° за відносної вологості 92—100 %.
Печера складається з широких галерей, розділених вузькими перемичками. Стінки гладкі й темні, на склепіннях — карбонатні натічні утворення у вигляді кірок, рідше — невеликих сталактитів («бочки», аномальної будови сталагміти, «місячне молоко»).
У печері є багато кажанів, особливо взимку. Вони трапляються по всій печері, а найбільші популяції — біля входу. Виокремлюють тут 4 види кажанів, занесених до Червоної книги України.
Печера Вертеба є особливою серед гіпсових печер Поділля. Вона дещо відрізняється від інших геологічною будовою, а також тим, що в ній виявлено величезну кількість археологічних знахідок доби енеоліту (IV—III тис. до н. е.).
Екскурсійний маршрут, прокладений залами та коридорами печери, має довжину 1000 метрів. Для добре підгото́ваних відвідувачів створений спортивний спелеологічний маршрут.
У 2010 році печера Вертеба увійшла до складу Національного природного парку «Дністровський каньйон».

## Історія дослідження
Перша достовірна письмова згадка — 1823 рік. Ян Хмелецький на полюванні підстрелив лиса, а той сховався в ямі серед поля. Зацікавившись підземною порожниною, Хмелецький взяв із собою на підмогу кількох мешканців села і п'ять літрів вина «для підняття бойового духу». В печері знайшли залишки вогнища, «горщики у вигляді мисок, черепи, людські кості, монети Римської імперії часів імператора Гонорія та Андріана» (опис знахідок в музеї археології Ягеллонського університету в Кракові)
1876 — археологічне обстеження Вертеби зробили Адам Кіркор і Щенсний Козебродзький — дідич села Глібів.
1890 — проводили дослідження Ґотфрид Оссовський і Леон Сапіга; вони виявили сліди перебування давніх людей, крем'яні знаряддя праці, залишки посуду, мідні речі тощо. Спочатку всі знахідки зберігалися в палаці Л. Сапіги в с. Більче-Золоте, згодом їх вивезли до музеїв Кракова та Відня.
1898–1907 роки — археологічні розкопки продовжив Влодзімеж Деметрикевич.
У XIX столітті у Вертебі знайшли понад 400 цілих посудин, понад 35 тисяч глиняних і керамічних фрагментів, майже 120 антропоморфних фігурок, 200 знарядь із кісток і рогів, 300 виробів із кісток і каменю. Все це — зразки прадавньої Трипільської культури.
Влітку 1914 року печеру досліджували Ярослав Пастернак і Ян Чекановський, знайшли речі трипільської культури, посуд лінійно-стрічкової кераміки, нові матеріали енеолітичної доби.
1928 — цінний археологічний і антропологічний матеріал, зокрема трипільської культури, виявив у печері Олег Кандиба-Ольжич.
1956 — розкопки в печері здійснив Ігор Свєшніков.
1963–1967 роки — група тернопільських спелеологів під керівництвом Володимира Радзієвського виконала топографічне знімання підземного лабіринту.
З 1991 року печеру та прилеглі до неї території в радіусі 30—40 км комплексно обстежує археологічна експедиція Борщівського краєзнавчого музею під керівництвом Михайла Сохацького. У 2023 році в печері знайшли трипільські ритуальні артефакти, яким 5000 років.
За кількістю та науковою вартістю знахідок Вертеба не має собі рівних на Поділлі, тому її назвали «Наддністрянськими Помпеями». Знайдені у Вертебі археологічні матеріали зберігаються у музеях Борщева, Варшави, Відня, Кракова, Львова, Тернополя.
У печері виявлено три локальні групи трипільської культури. Для верхнього шару характерна кераміка кошилівецького типу. В нижньому шарі представлена кераміка заліщицької групи. Виявлено також незначну кількість уламків посудин касперівської групи.

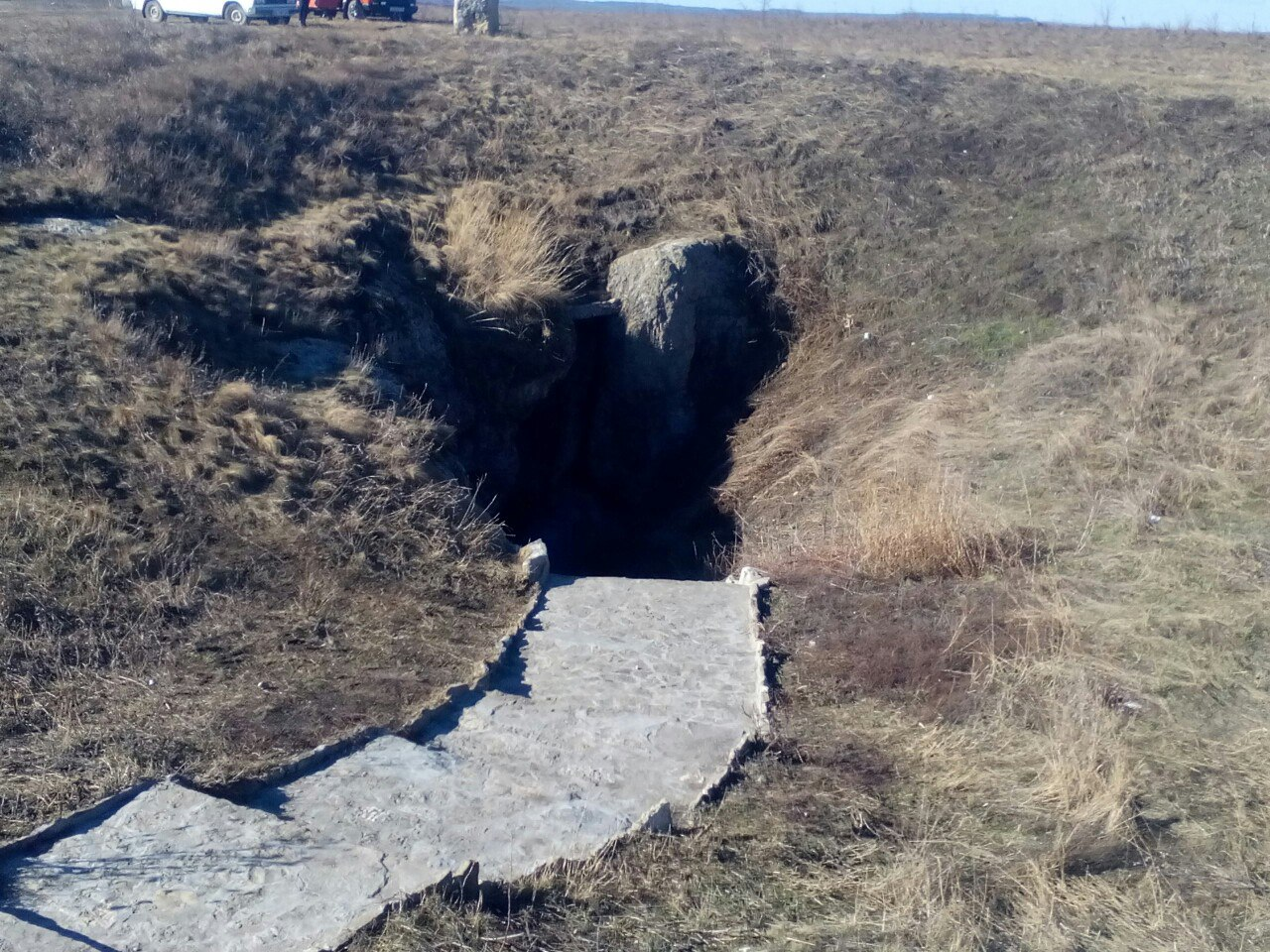
Печера Вертеба. Реконструкція стоянки древніх людей

Виробничий інвентар представлений знаряддями, виготовленими з кременю, каменю, кості й металу. Основну частину знарядь праці становлять крем'яні вироби. У печері виявлено кістки тварин, які використовували у виробничих цілях.
Знайдено в печері амулет, вирізаний на кістяній пластині, пов'язаний з культом сонячного бика. Кістяна пластина (10×10 см) імітує голову бика з потужними рогами. Невеликі отвори по кутах означають очі та ніздрі. Отвір у верхній частині призначений для підвішування і носіння амулета. Цей амулет аналогічний до виявленого у 1898 році у Вертебі археологом В. Деметрикевичем.
Велику групу знахідок становлять керамічні пряслиця. Характерними для цієї пам'ятки є пряслиця, виготовлені з уламків товстостінних посудин.
Мідні вироби представлені трубчастими бочкоподібними намистинами, мідною сокирою та однією швайкою. Окремі речі й об'єкти матеріальної культури тією чи іншою мірою віддзеркалюють ідеологічні уявлення давніх племен. Це, передусім, антропоморфні та зооморфні глиняні фігурки, різного роду амулети.

## Генетичні дослідження останків доісторичних мешканців печери
У 2005 році з печери Вертеба взяли перші за історію вивчення трипільської культури зразки для генетичного аналізу. У мешканця бронзової епохи виявлена мітохондріальна гаплогруппа U5a1a, у індивідів трипільської культури виявлені мітохондріальні гаплогрупи pre-HV, HV або V (2 зразки), H (2 зразки), J, T4, U8b1 i Y-гаплогрупи G2a, E. Восьмирічні дослідження засвідчили, що трипільці несли в собі материнські генетичні лінії, характерні для всієї землеробської неолітичної ойкумени, яка започаткована ще на території Малої Азії — прабатьківщини європейського сільського господарства. Проте домінуючими в останках трипільців є автохтонні гени донеолітичного населення, яке проживало в районі від Карпатських гір до Північного Причорномор'я ще до приходу туди хліборобів. Проводились і інші дослідження, які показують, що гени трипільців присутні в крові сучасних українців. Це — ДНК-аналізи гаплогруп чоловічого населення і дослідження мітохондріальної ДНК у жіноцтва.

## Використання
Матеріали археологічних досліджень дають змогу висловити припущення про функціональне призначення печери. Очевидно, що печеру відвідували люди лише в критичних ситуаціях, однак збиралися тут у великій кількості, можливо, цілим поселенням, але на короткий термін.
Проте, виявлена у 2018 році піч-лежанка, за словами Михайла Сохацького, свідчить про те, що трипільці тут перебували не тимчасово, як раніше вважали багато науковців, а тривалий період.
5 жовтня 2004 в печері створено перший в Україні підземний музей трипільської культури, який є відділом Борщівського обласного краєзнавчого музею.

## Цікаві факти
У печері мешкає кілька видів кажанів, деякі з яких занесені до Червоної книги. 
У невеликій залі знаходився штаб одного з загонів УПА, зі своєю підпільною друкарнею. 
Права частина печерного району «Хатки» під час Другої світової війни була притулком для євреїв (проживало близько 65 осіб).